# Seh Choqā
Seh Choqā (persiska: سه چقا) är en ort i Iran.   Den ligger i provinsen Kermanshah, i den västra delen av landet, 500 km väster om huvudstaden Teheran. Seh Choqā ligger 1 349 meter över havet och antalet invånare är 379.
Terrängen runt Seh Choqā är platt åt nordost, men åt sydväst är den kuperad.Runt Seh Choqā är det ganska tätbefolkat, med 185 invånare per kvadratkilometer. Närmaste större samhälle är Kūzarān-e Sanjābī, 12,6 km norr om Seh Choqā. Trakten runt Seh Choqā består till största delen av jordbruksmark.